# Сырзы
Сырзы (баш. Һырҙы) — племя в составе табынской группы башкир.

## Родовой состав
Родовые подразделения: курман, кырктар, урюк, абел.

## Этническая история
Сырзинцы имеют древнетюркское происхождение. Этническая история племени сырзы тесно связана с историей кара-табынского рода.

## Расселение
В XVI веке сырзынцы расселились по соседству с племенем кувакан в долине рек Ай и Юрюзань. Здесь сохранились топонимы Сырзинский юрт (Сырзы йорт), Сырзинское кладбище (Сырзы зиярат). Позднее сырзынцы перекочевали в Зауралье и заняли территорию в междуречье Течи и Миасса.
После присоединения Башкортостана к Русскому государству, вотчинные земли сырзинцев составили Сырзинскую волость Сибирской дороги. В конце XVIII—XIX вв. территория расселения племени были включены в состав Екатеринбургского и Челябинского уездов, а в период кантонной системы управления — во 2-й, 5-й башкирские кантоны.
Ныне земли сырзинцев входит в Аргаяшский район Челябинской области.